# Всеукраинская академия наук
Всеукраинская акаде́мия нау́к (сокр. ВУАН) — высшее научное учреждение УССР в 1921—1936 годах, наследница Украинской академии наук и предшественница Академии наук УССР.

## История
Больший размах набрала работа ВУАН с началом украинизации и возвращением Грушевского из эмиграции (1924). Он был избран действительным членом ВУАН, возглавил кафедру новой истории Украины, Историческую Секцию с многочисленными комиссиями, а также Археографическую Комиссию.
Почти до конца 1920 года ВУАН сохраняла определённую автономию. Однако с 1929 года из-за изменения процедуры выборов и усиления репрессий власть полностью взяла под контроль деятельность ВУАН. Это было прямое и достаточно грубое вмешательство в организационную и научную работу Академии; началось её преобразование в советское учреждение с обязательной идеологией в духе марксизма-ленинизма. Вместо Пленума представительным органом ВУАН стал Совет, в который вошли представители Народного Комиссариата Просвещения, а исполнительным органом — Президиум (президент, два вице-президента, непременный секретарь и 5 академиков).
Выборы 1929 года проводились уже на расширенном заседании нового органа — Совета ВУАН. Количество вакансий было существенно расширено (до 34), чтобы вместе с учёными, которые имели объективные основания для избрания, можно было ввести в руководящие органы партвыдвиженцев. Голосование по кандидатурам проходило открыто. В условиях газетной и профсоюзной истерии, которая поднялась вокруг избирательной кампании, в Президиум были избраны три народных комиссара: Николай Скрипник, Владимир Затонский и Александр Шлихтер (последний стал председателем III Отдела), а также ряд партийных кандидатов (Семен Семковский, Матвей Яворский, Владимир Юринец) и руководитель Госплана СССР Глеб Кржижановского. На перевыборах Президиума были подтверждены полномочия избранного в мае 1928 по требованию властей президента Заболотного. В 1928 году от обязанностей постоянного секретаря ВУАН был отстранён Агафангел Крымский и назначен Овксентий Корчак-Чепурковский.
Летом 1929 года были арестованы два члена Академии (Сергей Ефремов и Михаил Слабченко) и 24 сотрудника ВУАН, которых обвинили в принадлежности к несуществующей контрреволюционной организации «Союз освобождения Украины» и впоследствии приговорили к длительным срокам заключения.
При ВУАН действовали научные общества в Харькове, Одессе, Полтаве, Днепропетровске, Каменец-Подольском, Чернигове, Лубнах, Нежине, Николаеве, Шепетовке; вне Украины — в Ленинграде. В Одессе действовала Комиссия краеведения при ВУАН, а в Виннице — Кабинет обучения Подолья ВУАН.
В 1928 году президентом ВУАН был избран выдающийся бактериолог и эпидемиолог академик Д. К. Заболотный. В этом же году составлен первый пятилетний план работы ВУАН, связанный с пятилетним планом развития народного хозяйства республики. На 1928 ВУАН имела 63 действительных членов, 16 членов-корреспондентов, 111 штатных и 212 внештатных ученых.
Персонал ВУАН возрос в 1924 году до 160 человек.